# Le Cardinal (massif du Mont-Blanc)
Pour les articles homonymes, voir Le Cardinal.
Le Cardinal est un sommet du massif du Mont-Blanc qui culmine à 3 647 mètres d'altitude.

## Géographie
Il se situe au cœur du massif du Mont-Blanc, dominant la Mer de Glace et le glacier de la Charpoua au sud-ouest et le glacier de Talèfre au sud-est. Il se trouve sur une arête rocheuse descendant de l'aiguille Verte (4 122 m) au nord et passant successivement par les pointes de l'Enfant de Chœur (3 477 m), de l'Évêque (3 469 m) et de la Nonne (3 340 m) pour finir à l'aiguille du Moine (3 412 m) au sud.
Le refuge de la Charpoua se trouve à ses pieds au sud-ouest.

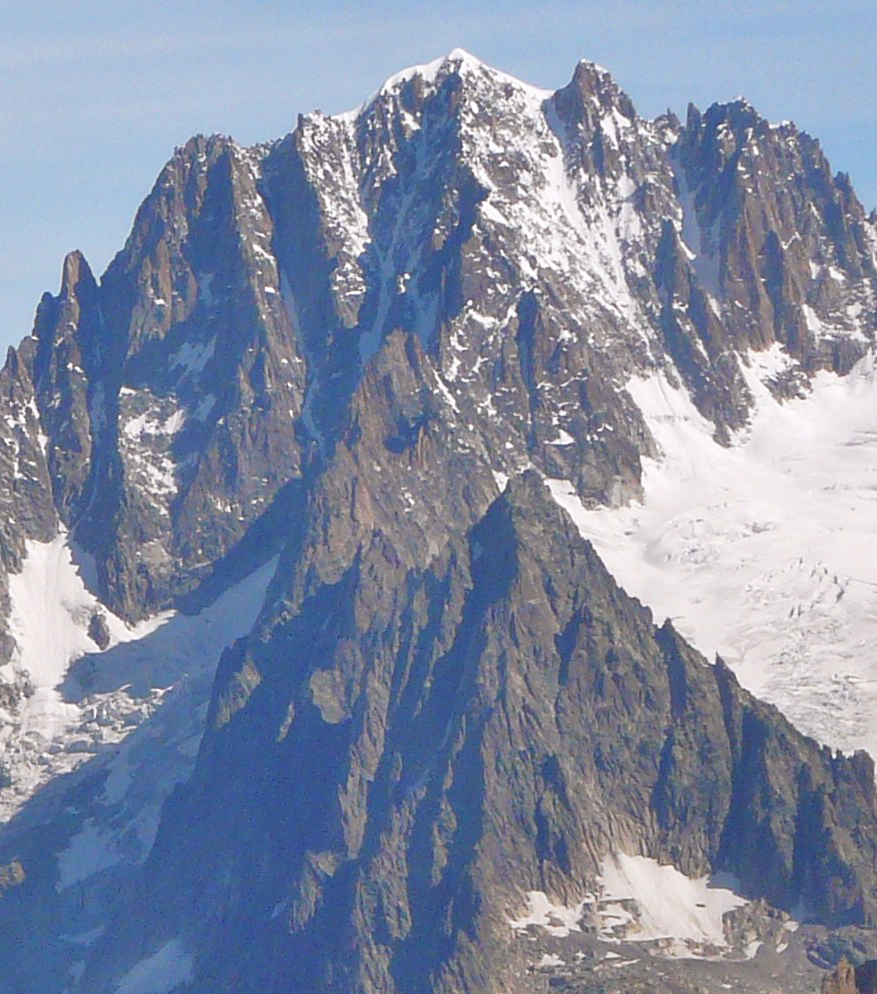
Vue depuis la télécabine Panoramic Mont-Blanc au sud-ouest de l'aiguille Verte dominant le Cardinal, l'Enfant de Chœur, l'Évêque, la Nonne et l'aiguille du Moine.